# RT-21 Temp 2S
Pour les articles homonymes, voir RT21.
Le RT-21 Temp 2S (en russe : Темп-2С) était un missile balistique intercontinental mobile développé par l’Union soviétique pendant la guerre froide. Il reçut le nom de code OTAN SS-16 Sinner et porta la désignation industrielle 15Zh42 (15Ж42).
Le RT-21 a été le premier ICBM mobile développé dans le monde. Son concept et son design innovants ont été créés par Alexandre Nadiradzé. Le RSD-10 Pionnier et les missiles suivants s’appuyaient sur le concept de base du RT-21 et ont été utilisés par Nadiradze pour beaucoup de ses projets ultérieurs. Le programme s’est embourbé dans une série de complications liées aux traités, y compris des questions concernant son utilisation comme lanceur de missiles de théâtre. Il est peu probable que le RT-21 ait finalement atteint le déploiement, et au milieu des années 1980, le programme avait été abandonné. Sa durée maximale de stockage sur un lanceur était de 5 ans et le temps de préparation pour le lancement était de 40 minutes.

## Opérateur
- Union soviétique